# 漢賊不兩立

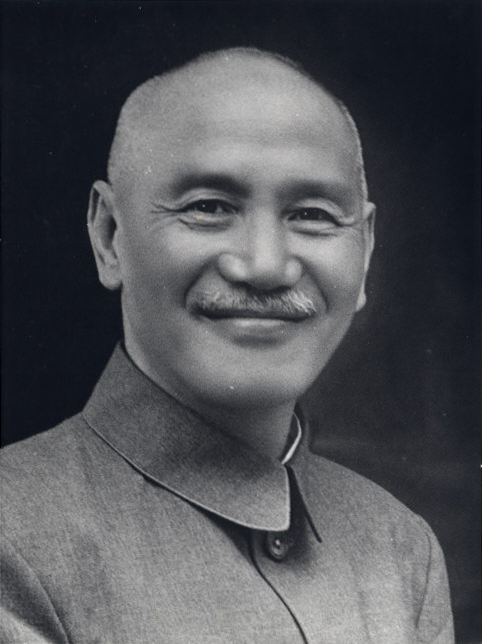
時任中華民國總統蔣中正

漢賊不兩立是蔣中正政府時期中華民國政府的外交政策與政治意識型態的一種非正式表述，概括了當時中華民國的「一個中國」政策。起源於1949年，中華民國政府撤退至台灣後，蔣中正在國際社會上堅持中華民國代表唯一正統的中國，中國共產黨為叛亂團體。

## 起源
「漢賊不兩立」，出自於相傳由诸葛亮所作的后出师表，此處之「漢」是指自認承接了漢朝正統的蜀漢政權，「贼」是指曹魏政權。

## 歷史
1952年第十五屆奧運會在芬蘭赫爾辛基舉行，7月17日國際奧會召開第47屆大會遂首次將此一「中國問題」提出討論。當時與會的57位委員結果以33票對20票決議通過，兩岸體育運動隊伍可以同時參加該屆奧運會，但中华民国的代表團受政府指令，以「漢賊不兩立」的原則退出比賽，自此，兩個奧會的問題遂在國際體壇上展開長期且激烈的爭執。
1966年，北約國家在第二十一屆聯合國大會上，首度提出研議雙重代表權委員會案，儘管得到美國的多數盟友支持，卻遭到中華民國的動員反對與嚴厲批評，以及中華人民共和國盟友的共同反對，最終以34國贊成與62國反對未能通過。

1971年，中华人民共和国取代中華民國的中国（China）席位之议题获得多数国家的支持，中华人民共和国政府坚持“台北不出，北京不入”、“驱逐蒋帮”。中华民国政府则表面坚持“汉贼不两立”，在聯合國大會開幕前由美國與其盟國提出「雙重代表權」的決議草案，中华民国方面已同意接受美國國務院的建議。中華民國外交部並訓令所有駐外大使館，向友邦解釋中华民国的立場：
“雖然促請各國繼續支持我國會籍，投票反對阿爾巴尼亞領銜的‘排我納匪案’，但如果友邦決定同時支持雙重代表權案，我國表示瞭解。”
美國代表方面在表決之前，設法在A/L.630阿爾巴尼亞案改列為「重要問題」（A/L.632），提高通過門檻為2/3會員國，並持續由理查·尼克森推中國雙重代表權政策，迫使蔣中正接受，並由外交部向友邦解釋中華民國諒解支持雙重代表案的立場。1971年9月29日，美、日等19國提交了「複雜雙重代表權提案」的決議草案A/L.633。該決議草案提議：聯合國接納並將安理會席位給中華人民共和國，同時讓中華民國以普通會員國繼續存在，兩個中國都有聯大席位。
1971年10月18日與中華民國關係友好的沙烏地阿拉伯大使白汝迪（Jamil M. Baroody）奉其國王指示幫忙中華民國，又另提一個全新的「對阿爾巴尼亞草案所提出之修正提案」的决议草案A/L.637，不斷地發言且堅持自己的提案比阿爾巴尼亞提案或者是雙重代表權案都好，白汝迪認為美國版的雙重代表權草案內容欠周詳。他原已提出修正案，臨時卻又另提一個全新的決議草案，要求優先列入議程。此案於10月25日投票時，以56票反對、53票贊成、19票棄權遭到否決。
1971年10月25日A/L.632「重要問題」決議案在阿爾巴尼亞提案前表決，表决结果，59票反对、54票赞成、15票棄權遭到否決。在「重要问题」被否决后，時任美国常驻联合国代表老布希連同日本等十七國（後增至十九國）紧急提出臨時動議，主張將A/L.630以及附加文件1、2號決議草案分段表決，將其中「把蔣介石的代表從它在聯合國組織及其所屬一切機構中所非法佔據的席位上驅逐出去。」作為另一項議案。但此動議在表決中以61票反對、51票贊成、16票棄權的結果未獲通過。
最後於同日，联合国以76票赞成、35票反对、17票弃权的结果，通过了阿尔巴尼亚等23国联署提出的A/L.630草案，即第2758号决议。
1971年10月26日身為聯合國創始會員國之一的中華民國至此退出聯合國，而中華人民共和國政府取代了中華民國政府在聯合國原有代表「中國」的安理會常任理事國席位職權。
中華民國退出聯合國後，隨著大量國家轉而跟中華人民共和國建立外交關係，跟中華民國斷交，外交環境逐漸遭到中华人民共和国大幅限縮，而「漢賊不兩立」的口號也不再使用。